# Saltos ornamentais nos Jogos Olímpicos de Verão de 2024 - Plataforma 10 m individual masculino
A competição da plataforma de 10 m individual masculino dos saltos ornamentais nos Jogos Olímpicos de Verão de 2024 foi realizada em 9 e 10 de agosto de 2024 no Centro Aquático, em Paris. Um total de 26 saltadores de 19 Comitês Olímpicos Nacionais (CON) participaram do evento.

## Qualificação
Os doze melhores saltadores do Campeonato Mundial de Esportes Aquáticos de 2023 ganharam uma vaga para seu respectivo CON. O primeiro colocado em cada um dos cinco campeonatos continentais também garantiram uma vaga (excluindo aqueles que conquistaram a vaga pelo Campeonato Mundial e saltadores de CONs que já haviam conquistado duas vagas). As vagas restantes foram para os melhores colocados no Campeonato Mundial de Esportes Aquáticos de 2024 (com as mesmas limitações) até que o número máximo de vagas fosse alcançado. Isso inclui cotas ocupadas após realocações de vagas ociosas.

## Formato
A competição foi realizada em três fases:
- Preliminar: Todos os saltadores realizam seis saltos; os 18 melhores avançam a semifinal.
- Semifinal: Os saltadores classificados realizam seis saltos; as pontuações da fase preliminar são desconsideradas e os doze melhores avançam a final.
- Final: Os saltadores classificados realizam seis saltos; as pontuações da semifinal são desconsideradas e os três melhores conquistam as medalhas de ouro, prata e bronze, respectivamente.

Em cada rodada de saltos, pelo menos um deve ser de cada um dos cinco grupos (para frente, de costas, revirado, ponta pé a lua e parafuso). O sexto salto pode ser de qualquer grupo, mas não podendo repetir nenhum dos saltos anteriores já realizados.

## Calendário
Horário local (UTC+2)
| Dia                  | Horário | Fase       |
| -------------------- | ------- | ---------- |
| 9 de agosto de 2024  | 10:00   | Preliminar |
| 10 de agosto de 2024 | 10:00   | Semifinal  |
| 10 de agosto de 2024 | 15:00   | Final      |

## Medalhistas
| Ouro   | CHN Cao Yuan      |
| Prata  | JPN Rikuto Tamai  |
| Bronze | GBR Noah Williams |

## Resultados
Um total de 26 saltadores competiram, com os três melhores colocados na final garantindo as medalhas.
| Pos.              | Saltadores             | CON                 | Preliminar | Preliminar | Semifinal   | Semifinal   | Final       | Final       | Final       | Final       | Final       | Final       | Final       |
| Pos.              | Saltadores             | CON                 | Pontos     | Pos.       | Pontos      | Pos.        | Salto 1     | Salto 2     | Salto 3     | Salto 4     | Salto 5     | Salto 6     | Pontos      |
| ----------------- | ---------------------- | ------------------- | ---------- | ---------- | ----------- | ----------- | ----------- | ----------- | ----------- | ----------- | ----------- | ----------- | ----------- |
| Medalha de ouro   | Cao Yuan               | CHN China           | 500.15     | 1          | 504.00      | 1           | 96.90       | 86.40       | 97.20       | 91.80       | 88.80       | 86.40       | 547.50      |
| Medalha de prata  | Rikuto Tamai           | JPN Japão           | 497.15     | 2          | 477.00      | 3           | 88.00       | 95.40       | 94.35       | 91.80       | 39.10       | 99.00       | 507.65      |
| Medalha de bronze | Noah Williams          | GBR Grã-Bretanha    | 446.70     | 8          | 400.90      | 12          | 78.40       | 86.40       | 81.60       | 63.00       | 93.60       | 94.35       | 497.35      |
| 4                 | Cassiel Rousseau       | AUS Austrália       | 453.10     | 7          | 469.25      | 4           | 86.70       | 81.00       | 76.80       | 61.20       | 82.80       | 92.50       | 481.00      |
| 5                 | Randal Willars         | MEX México          | 460.75     | 6          | 432.45      | 7           | 84.00       | 88.40       | 73.50       | 84.60       | 84.40       | 61.50       | 478.40      |
| 6                 | Timo Barthel           | GER Alemanha        | 402.65     | 12         | 411.50      | 9           | 70.40       | 69.30       | 79.20       | 67.50       | 81.60       | 78.20       | 446.20      |
| 7                 | Rylan Wiens            | CAN Canadá          | 485.25     | 3          | 468.40      | 5           | 76.80       | 88.80       | 90.10       | 70.20       | 42.90       | 76.80       | 445.60      |
| 8                 | Oleksiy Sereda         | UKR Ucrânia         | 479.45     | 5          | 405.05      | 11          | 67.20       | 66.60       | 66.30       | 75.60       | 64.80       | 86.40       | 426.90      |
| 9                 | Kevin Berlín           | MEX México          | 407.15     | 11         | 428.65      | 8           | 65.60       | 59.50       | 79.90       | 77.40       | 53.65       | 84.60       | 420.65      |
| 10                | Nathan Zsombor-Murray  | CAN Canadá          | 407.20     | 10         | 410.80      | 10          | 83.20       | 61.05       | 64.35       | 72.00       | 45.90       | 78.40       | 404.90      |
| 11                | Kyle Kothari           | GBR Grã-Bretanha    | 433.10     | 9          | 443.55      | 6           | 70.40       | 81.60       | 72.00       | 44.55       | 59.20       | 73.80       | 401.55      |
| 12                | Yang Hao               | CHN China           | 479.80     | 4          | 490.55      | 2           | 76.80       | 59.50       | 61.20       | 54.00       | 83.20       | 55.50       | 390.20      |
| 13                | Riccardo Giovannini    | ITA Itália          | 387.65     | 15         | 400.65      | 13          | Não avançou | Não avançou | Não avançou | Não avançou | Não avançou | Não avançou | Não avançou |
| 14                | Robert Łukaszewicz     | POL Polônia         | 366.05     | 18         | 396.45      | 14          | Não avançou | Não avançou | Não avançou | Não avançou | Não avançou | Não avançou | Não avançou |
| 15                | Andreas Sargent Larsen | ITA Itália          | 369.50     | 16         | 394.15      | 15          | Não avançou | Não avançou | Não avançou | Não avançou | Não avançou | Não avançou | Não avançou |
| 16                | Jaxon Bowshire         | AUS Austrália       | 390.30     | 14         | 379.40      | 16          | Não avançou | Não avançou | Não avançou | Não avançou | Não avançou | Não avançou | Não avançou |
| 17                | Brandon Loschiavo      | USA Estados Unidos  | 393.65     | 13         | 372.45      | 17          | Não avançou | Não avançou | Não avançou | Não avançou | Não avançou | Não avançou | Não avançou |
| 18                | Shin Jung-whi          | KOR Coreia do Sul   | 369.20     | 17         | 290.60      | 18          | Não avançou | Não avançou | Não avançou | Não avançou | Não avançou | Não avançou | Não avançou |
| 19                | Carson Tyler           | USA Estados Unidos  | 363.75     | 19         | Não avançou | Não avançou | Não avançou | Não avançou | Não avançou | Não avançou | Não avançou | Não avançou | Não avançou |
| 20                | Alejandro Solarte      | COL Colômbia        | 363.10     | 20         | Não avançou | Não avançou | Não avançou | Não avançou | Não avançou | Não avançou | Não avançou | Não avançou | Não avançou |
| 21                | Igor Myalin            | UZB Uzbequistão     | 357.10     | 21         | Não avançou | Não avançou | Não avançou | Não avançou | Não avançou | Não avançou | Não avançou | Não avançou | Não avançou |
| 22                | Im Yong-myong          | PRK Coreia do Norte | 347.10     | 22         | Não avançou | Não avançou | Não avançou | Não avançou | Não avançou | Não avançou | Não avançou | Não avançou | Não avançou |
| 23                | Anton Knoll            | AUT Áustria         | 321.55     | 23         | Não avançou | Não avançou | Não avançou | Não avançou | Não avançou | Não avançou | Não avançou | Não avançou | Não avançou |
| 24                | Kim Yeong-taek         | KOR Coreia do Sul   | 320.40     | 24         | Não avançou | Não avançou | Não avançou | Não avançou | Não avançou | Não avançou | Não avançou | Não avançou | Não avançou |
| 25                | Bertrand Rhodict Lises | MAS Malásia         | 313.70     | 25         | Não avançou | Não avançou | Não avançou | Não avançou | Não avançou | Não avançou | Não avançou | Não avançou | Não avançou |
| 26                | Ramez Sobhy            | EGY Egito           | 266.95     | 26         | Não avançou | Não avançou | Não avançou | Não avançou | Não avançou | Não avançou | Não avançou | Não avançou | Não avançou |